# 金蛇狂舞
《金蛇狂舞》是中国音乐家聂耳于1934年根据民间乐曲《倒八板》改编的民族管弦乐曲。
2008年，《金蛇狂舞》在北京奥运会开幕式上奏响。